# Marina Barampama
Marina Barampama (Buyumbura, 1969) es una política burundesa. Fue elegida segunda vicepresidenta  el 8 de septiembre de 2006, sucediendo a Alice Nzomukunda. Mantuvo el cargo por seis meses, hasta que fue despedida por su apoyo hacia Hussein Radjabu. Anteriormente fue miembro del Consejo Nacional para la Defensa de la Democracia-Fuerzas para la Defensa de la Democracia, y actualmente es Secretaria General de la Unión para Progreso Nacional

## Carrera política
Después de la dimisión de la Vicepresidenta Alice Nzomukunda por cometer corrupción y violación a los derechos humanos, Barampama fue nominado para ese cargo por el entonces Presidente Pierre Nkurunziza el 8 de septiembre de 2006. Era una figura casi desconocida, y los miembros del partido de oposición, Unión para Progreso Nacional (UPD), se abstuvieron a votar por la falta de información que tenían sobre ella. Posteriormente argumentaron que la elección de Barampama era nula, desde entonces sin sus miembros,  no hubo bastantes miembros votando para formar un quórum.
Fue despedida por Nkurunziza el 8 de febrero de 2007; por el motivo de insubordinación e irresponsabilidad. Barampama había sido partidaria de Hussein Radjabu, expresidente del Consejo Nacional para la Defensa de la Democracia – Fuerzas para la Defensa de la Democracia, quien fue destituido de sus funciones por el presidente poco antes de que Barampama fuese destituida. Radjabu fue posteriormente arrestado y condenado a 13 años de cárcel por subversion.
Su lealtad cambió posteriormente al UPD, y durante 2015 se había convertido en Secretaria General del partido. Tras el aumento de la violencia durante la Disturbios en Burundi de 2013, y el asesinato de portavoz de partido Patrice Gahungu, Barampama temió pro su vida cuando dijo que el UPN fue considerado como una amenaza por el gobierno.